# Anette Blegvad
 Der er for få eller ingen kildehenvisninger i denne artikel, hvilket er et problem. Du kan hjælpe ved at angive troværdige kilder til de påstande, som fremføres i artiklen.

Anette Blegvad, født 9. marts 1942, døbt/navngivet Bente Karlsen, påbegyndte sin sangkarriere i slutningen af 1950'erne på Solby Scenen og begyndte derefter som sangerinde i starten af 60'erne. I 1963 blev hun med sit eget orkester engageret i restaurant Moulin Rouge, hvor indehaveren var restauratør og kapelmester Henning Blegvad. Han havde i nogle år haft sit eget underholdningsorkester og da en anden sangerinde blev forhindret i at deltage i en Sveriges turné blev Bente Karlsen engageret som solist i hans orkester. De dannede par både privat og professionelt indtil midten af 1970'erne. 
Hun pladedebuterede i 1963 og indspillede året efter et par engelsksprogede skæringer. I perioden fra foråret 1965 til efteråret 1969 var hun i sommersæsonen fast sangerinde på Søpavillonen i Rødbyhavn, som Henning Blegvad havde overtaget. 
Anette Blegvad blev landskendt som dansktop-sangerinde og indspillede et stort antal singleplader til dansktoppen, bl.a. "Lad ham gå, lad ham løbe", "Mød mig i nat på månen" og "Min student fra Uppsala", der lå nr. 4 på hitlisten. Fra 1969 var hun kun solist på deltid, da hun sammen med Henning Blegvad bosatte sig i Spanien, hvor de slog sig ned som restauratører og hyggemusikere. Der kom nogle singler og LP’er fra hende, bl.a. "Jeg gør hva’ jeg vil" i 1976. Siden 1977 har hun ikke indsunget plader. Fra 23. maj 1981 gift med filmkritiker og biografdirektør Claus Hesselberg (1948-2014).